# Chiesa dei Santi Gervasio e Protasio (Parigi)
La chiesa dei Santi Gervasio e Protasio (in francese église Saint-Gervais-Saint-Protais), comunemente conosciuta come chiesa di San Gervasio, è un luogo di culto cattolico di Parigi, situato nel quartiere de Le Marais, all'incrocio tra la rue de l'Hôtel de Ville e la rue des Barres, nel IV arrondissement, dietro l'Hotel de Ville.

## Storia
Costruita sulle fondamenta della più antica costruzione conosciuta nella rive droite della Senna a Parigi (ovvero una basilica la cui esistenza si fa risalire al IV secolo), San Gervasio è la più antica parrocchia della riva destra.
La costruzione dell'attuale chiesa, dedicata ai santi Gervasio e Protasio, cominciò nel 1494 e andò avanti per circa 150 anni: nel 1530 vennero portate a termine l'abside con il deambulatorio e le cappelle radiali, nel 1578, invece, fu conclusa la costruzione del transetto. L'edificazione della facciata della chiesa cominciò solo nel 1616, per poi terminare quattro anni dopo, nel 1620; il progetto venne affidato agli architetti Salomon de Brosse e Clément Métezeau.
Nel 1918, la sera del Venerdì Santo (29 marzo), la chiesa fu colpita da una bomba lanciata dal Parisgeschütz nel corso dell'Azione liturgica della Passione del Signore. La bomba distrusse la volta della navata centrale e uccise 88 persone e ne ferì 68. In seguito la volta e il tetto della chiesa sono stati ricostruiti.
Dal 1975, per volere dell'allora arcivescovo di Parigi cardinale Marty, la chiesa è officiata dalle Fraternità monastiche di Gerusalemme.
La facciata s'ispira al classicismo francese, sebbene la sua prima fonte di ispirazione sia il classicismo romano del cinquecento, e in particolare la chiesa del Gesù con la facciata di Giacomo Della Porta.
All'organo della chiesa di Saint-Gervais si sono succeduti per circa due secoli, a partire dal 1653, gli esponenti di un'importante dinastia di musicisti francesi, i Couperin (tra i quali François Couperin).

## Architettura

### Esterno

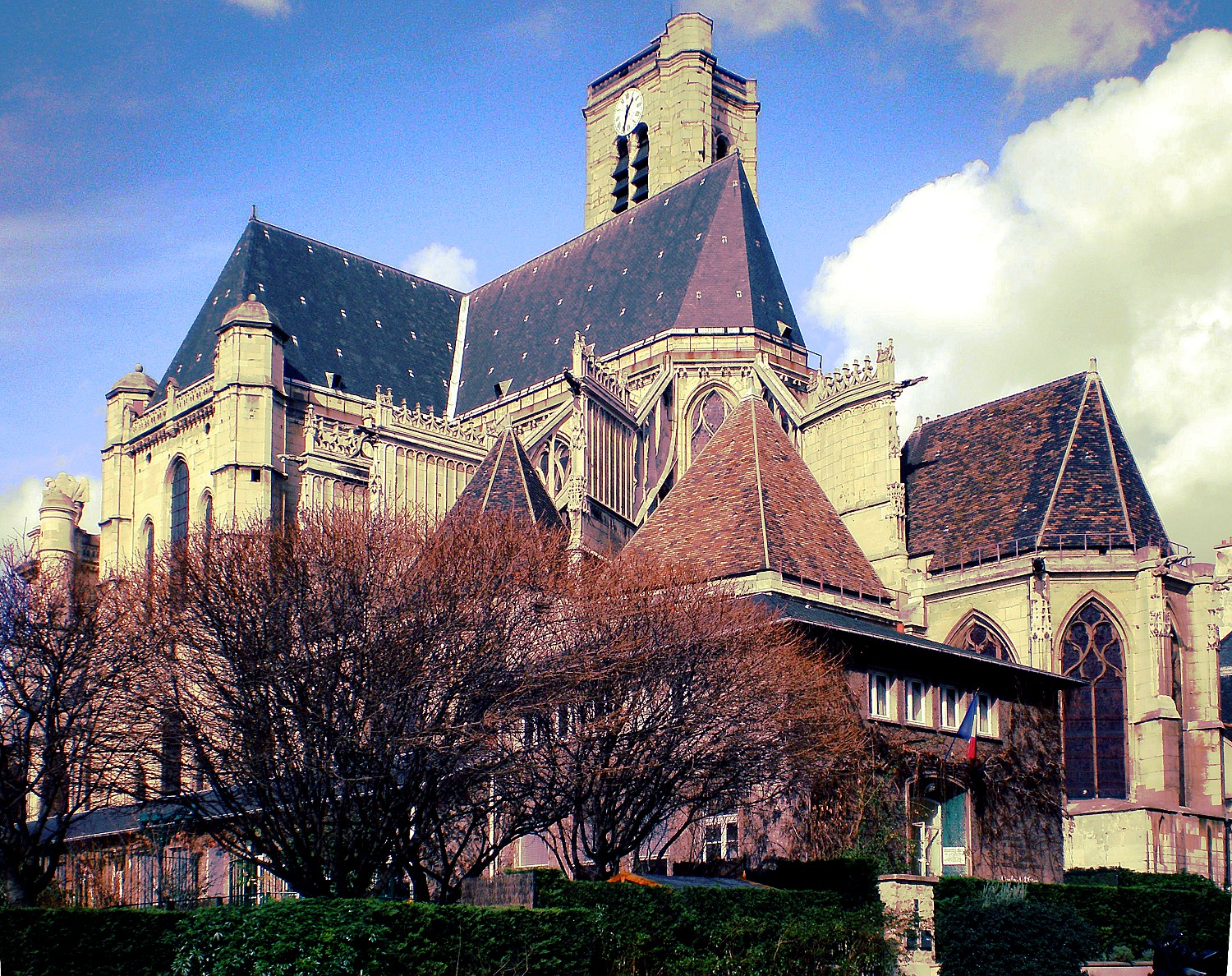
Veduta esterna

All'esterno, la chiesa è prevalentemente in stile gotico, ad eccezione della facciata principale. Essa, che prospetta su Place Saint-Gervais, è opera degli architetti Salomon de Brosse e Clément Métezeau e venne costruita tra il 1616 e il 1620, ispirandosi alla facciata della barocca Chiesa del Gesù di Roma, progettata da Giacomo Della Porta, pur discostandosi da quest'ultima.
La facciata della chiesa dei Santi Gervasio e Protasio è composta da tre ordini sovrapposti, dei quali solo quello più in altro più stretto rispetto agli altri. L'ordine inferiore, presenta quattro coppie di semicolonne tuscaniche, che si alternano ai tre portali, dei quali quello centrale più grande. Il secondo ordine, invece, presenta quattro coppie di colonne ioniche, ed ha al centro una grande bifora e ai lati, entro delle nicchie, due statue, una a destra e una a sinistra. Il terzo e ultimo ordine, con due coppie di colonne corinzie ed un grande finestrone ad arco al centro, è affiancato da due gruppi scultorei raffiguranti San Giovanni Evangelista e l'aquila (a destra) e San Matteo e l'angelo (a sinistra).
Il resto dell'esterno della chiesa è in stile gotico, con cappelle laterali sporgenti dalle navate, alto tetto a spioventi e, in prossimità del transetto di sinistra, la torre campanaria a pianta quadrata.

### Interno

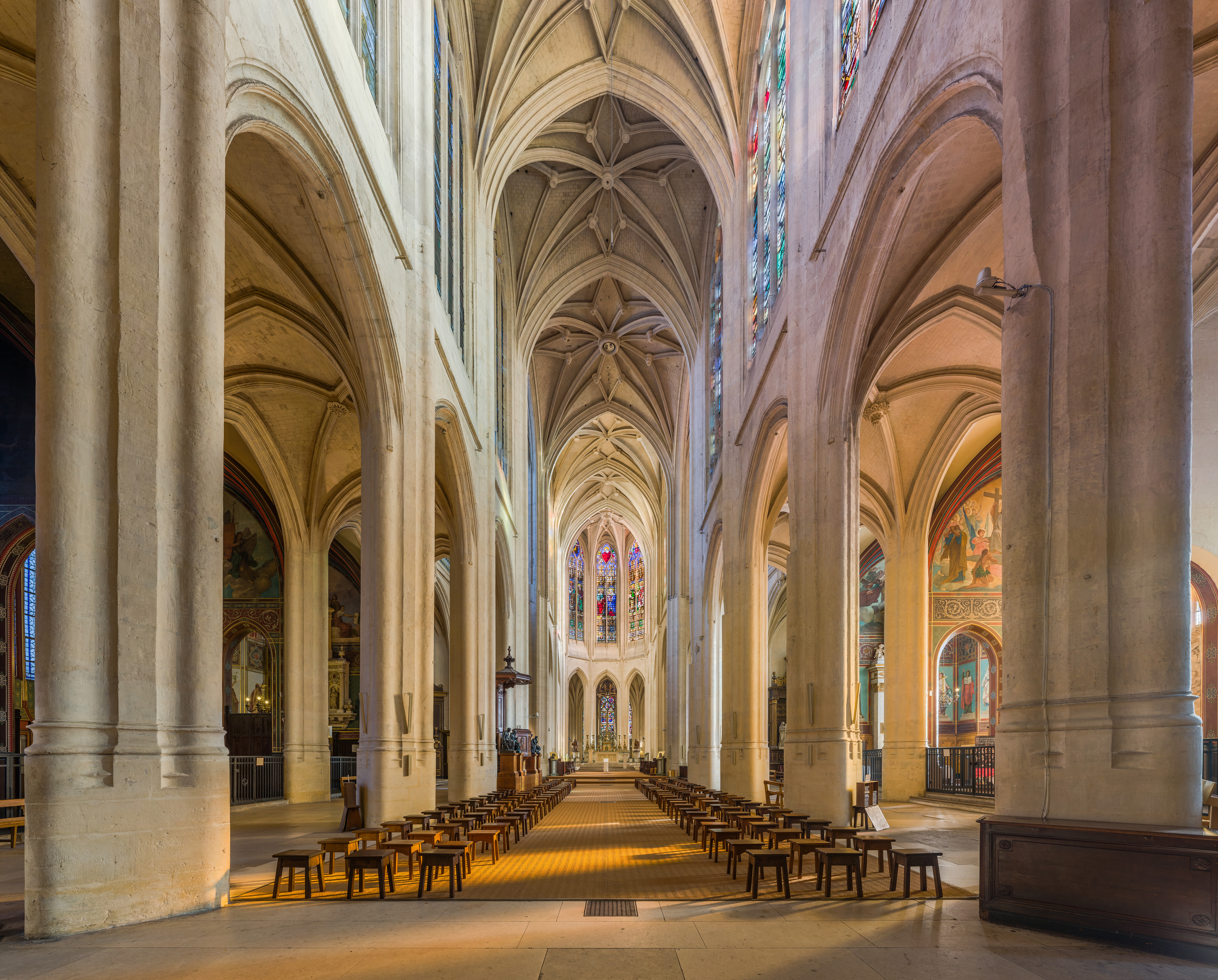
Interno verso l'abside

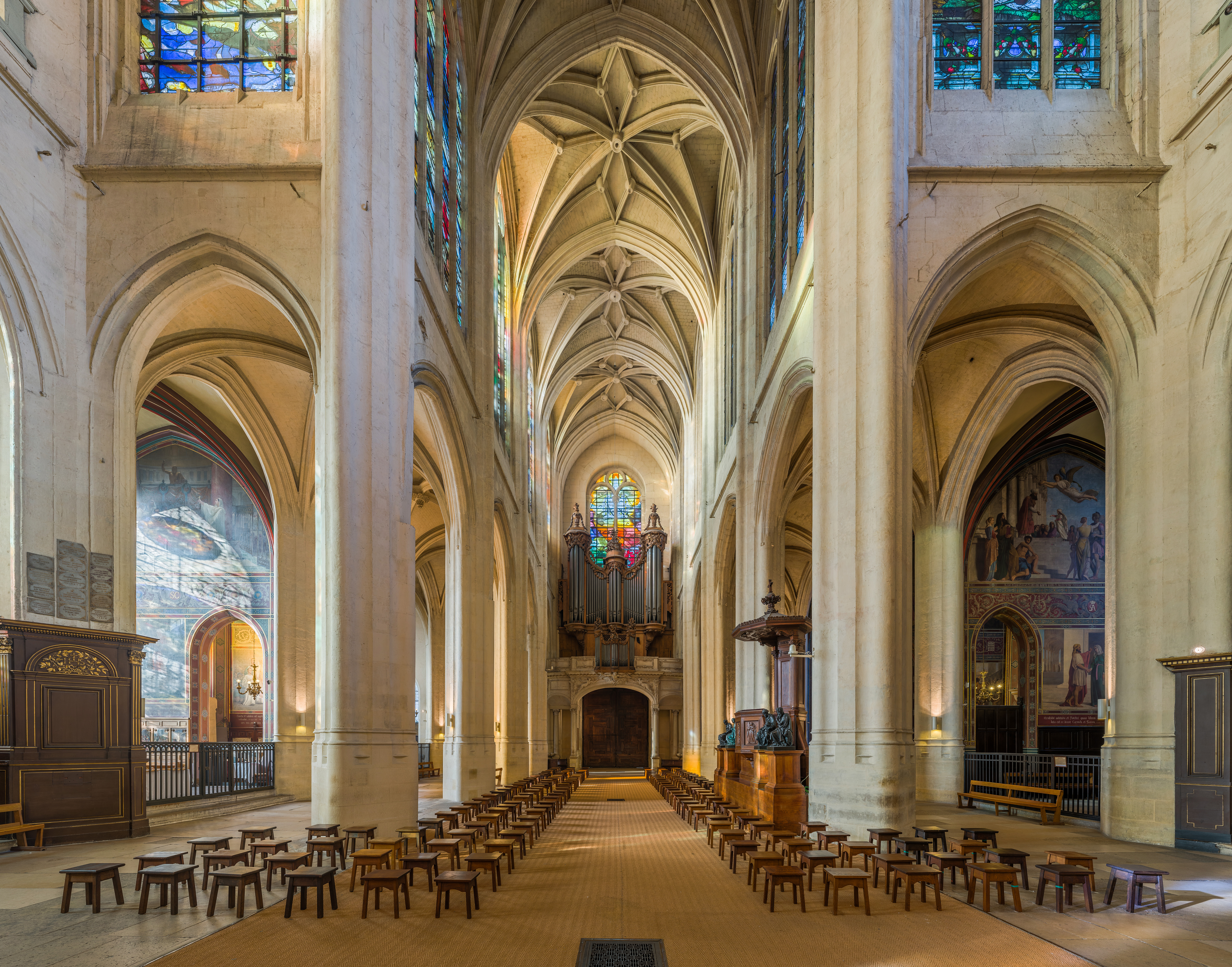
Interno verso la controfacciata

L'interno della chiesa dei Santi Gervasio e Protasio è a croce latina, con tre navate coperte con volta a crociera che continuano anche ai lati del coro e che si uniscono in una deambulatorio intorno all'abside.
La navata centrale è separata dalle navate laterali tramite due file di archi a sesto acuto sorretti da pilastri polistili. Al di sopra di questi, vi è il cleristorio, con grandi esafore. Le finestre sono chiuse con vetrate policrome di varia epoca: le più antiche risalgono al XVI secolo e sono opera di Jean Chastellain; le più recenti, del XX secolo, sono di Sylvie Gaudin e di Claude Courageux. Nell'ultima campata della navata centrale, a sinistra, vi è il pulpito ligneo, del XIX secolo, in stile neoclassico.
Le navate laterali, più basse e più strette rispetto alla navata centrale, presentano delle cappelle; ciascuna di esse ospita un altare laterale, con relativa pala. Delle pale presenti nella chiesa, degne di nota sono la Sepoltura e gloria di santa Petronilla, copia dell'opera di Giovanni Francesco Barbieri detto il Guercino, il cui originale si trova ai Musei Capitolini (Roma) e San Gregorio Magno e San Vitale che intercedono per le anime del Purgatorio, opera di Sebastiano Ricci che la realizzò nel 1733. In una delle cappelle si trova anche il cenotafio di Michel Le Tellier e il cenotafio di René Potier de Tresmes, gruppo scultoreo costituito dalla statua del duca di Tresmes e da quelle della moglie Marguerite de Piney-Luxembourg e del figlio Louis Potier de Gesvres.
Nell'abside poligonale, cinta dal deambulatorio avente cinque cappelle radiali, presenta, rialzato di alcuni gradini rispetto al resto della chiesa, il presbiterio, modificato alla fine del XX secolo. Esso è costituito dall'altare moderno con paliotto scolpito, dall'alzata neoclassica in marmi policromi, dalla sede e dall'ambone. Ai lati dell'altare, le statue bronzee del XVI secolo raffiguranti San Gervasio (a destra) e San Protasio (a sinistra).

### Organi a canne
Sulla cantoria in controfacciata si trova l'organo a canne maggiore, costruito da Mathieu Langhedul nel 1601 ed in seguito più volte restaurato e modificato (dai Thierry nel corso del XVII secolo; da François-Henri Clicquot nel 1768; da Pierre-François Dallery nel 1843 e da Vincent Gonzales nel 1974). È classificato come monumento storico di Francia. Lo strumento, che è ospitato all'interno dell'antica cassa barocca rifatta nel 1758-1760 da Pierre-Claude Thiessé e riccamente decorata, è a trasmissione meccanica, ed ha cinque tastiere ad estensione differenziata, ed una pedaliera dritta di 28 note, per un totale di 41 registri.
Nel braccio destro del transetto si trova un secondo organo, costruito da Daubaine-Callinet nel 1845. A trasmissione integralmente meccanica, ha due tastiere di 54 note ciascuna ed una pedaliera dritta di 27 per un totale di 16 registri ed è racchiuso entro una cassa lignea in stile neogotico.
Un terzo organo, moderno, è a pavimento nel transetto di sinistra.